# Die Professorin
Die Professorin (Originaltitel: The Chair) ist eine US-amerikanische Fernsehserie von sechs Folgen. Nach einer Idee von Amanda Peet und Annie Julia Wyman verkörpert Sandra Oh eine Lehrstuhlinhaberin an einer altehrwürdigen Universität in Neuengland. Die Serie ist seit dem 20. August 2021 bei Netflix zu sehen.

## Handlung
Dr. Ji-Yoon Kim wird als erste Frau und erste Nichtweiße zur Leiterin des Instituts für Englische und Amerikanische Literatur an der (fiktiven) Pembroke University ernannt. Von Beginn an hat sie gegen sinkende Studentenzahlen, drohende Personalkürzungen sowie konservative Kollegen und Vorgesetzte zu kämpfen. Zudem akzeptiert ihre Adoptivtochter sie nicht als Mutter, ein verwitweter Kollege, der in sie verliebt ist, wird in einen Skandal um einen (ironisch gemeinten) Hitler-Gruß verwickelt und eine schwarze Kollegin, die Kim als Dozentin einsetzen will, wird vom Kollegium nicht akzeptiert.

## Besetzung und Synchronisation
Die deutschsprachige Synchronisation erfolgte durch die Iyuno-SDI Group nach einem Dialogbuch und unter der Dialogregie von Daniel Faltin.
| Rolle                     | Schauspieler      | Synchronsprecher   |
| ------------------------- | ----------------- | ------------------ |
| Dr. Ji-Yoon Kim           | Sandra Oh         | Christin Marquitan |
| Professor Bill Dobson     | Jay Duplass       | Tim Knauer         |
| Professor Elliot Rentz    | Bob Balaban       | Stefan Krause      |
| Professorin Yazmin McKay  | Nana Mensah       | Marie-Isabel Walke |
| Ju-Hee Kim                | Everly Carganilla | Aysa Tolaz         |
| Dekan Paul Larson         | David Morse       | Peter Reinhardt    |
| Professorin Joan Hambling | Holland Taylor    | Denise Gorzelanny  |
| Professor McHale          | Ron Crawford      | Jan Spitzer        |

## Episodenliste
| Nr. | Deutscher Titel            | Originaltitel        | Erstausstrahlung USA | Deutschsprachige Erstveröffentlichung (D) | Regie               | Drehbuch                        |
| --- | -------------------------- | -------------------- | -------------------- | ----------------------------------------- | ------------------- | ------------------------------- |
| 1   | Brillanter Fehler          | Brilliant Mistake    | 20. Aug. 2021        | 20. Aug. 2021                             | Daniel Gray Longino | Amanda Peet, Annie Julia Wyman  |
| 2   | Die Fakultätsparty         | The Faculty Party    | 20. Aug. 2021        | 20. Aug. 2021                             | Daniel Gray Longino | Amanda Peet, Richard E. Robbins |
| 3   | Die Versammlung            | The Town Hall        | 20. Aug. 2021        | 20. Aug. 2021                             | Daniel Gray Longino | Amanda Peet, Annie Julia Wyman  |
| 4   | Don’t Kill Bill            | Don’t Kill Bill      | 20. Aug. 2021        | 20. Aug. 2021                             | Daniel Gray Longino | Richard E. Robbins              |
| 5   | Das letzte Schiff im Hafen | The Last Bus in Town | 20. Aug. 2021        | 20. Aug. 2021                             | Daniel Gray Longino | Jennifer Kim                    |
| 6   | Die Professorin            | The Chair            | 20. Aug. 2021        | 20. Aug. 2021                             | Daniel Gray Longino | Andrea Troyer                   |